# عضلة مضيقة بلعومية سفلية
العضلة المضيِّقة البلعومية السفلية هي عضلة هيكلية في الرقبة. تعد الأكثر سماكة بين عضلات البلعوم الخارجية الثلاثة. تنشأ من جانبي الغضروف الحلقي والغضروف الدرقي. يتم تعصيبها بواسطة العصب المبهم. تنشط العضلة في أثناء البلع، وجزئيًا في أثناء التنفس والكلام. قد تتأثر برتج زنكر.

## البنية
تتكون العضلة المضيِّقة البلعومية السفلية من جزأين. ينشأ الجزء الأول (العلوي) من الغضروف الدرقي (الجزء الدرقي البلعومي)، وينشأ الجزء الثاني من الغضروف الحلقي (الجزء الحلقي البلعومي).
- في الغضروف الدرقي، ينشأ الجزأ الأول من الخط المائل على جانب الصفيحة، من السطح الخلفي تقريبًا حتى الحدود الخلفية، ومن القرن السفلي للغضروف الدرقي.
- من الغضروف الحلقي، ينشأ الجزء الثاني في المنطقة ما بين العضلة الحلقية الدرقية في الأمام والوجه المفصلي للقرن السفلي للغضروف الدرقي من الخلف.

### التعصيب
يمكن تعصيب العضلة المضيِّقة البلعومية السفلية عن طريق فروع الضفيرة البلعومية أو العصب الحنجري الراجع أو الفرع الخارجي للعصب الحنجري العلوي أو مزيج من هذه الفروع (العصب الحنجري الراجع هو مصدر التعصيب الأكثر شيوعًا للجزء الحلقي البلعومي). يعد العصب المبهم مصدر كل هذه الفروع والأعصاب.

### التفاوت
يمكن للعضلة المضيِّقة البلعومية السفلية أن تندمج مع العضلة المضيِّقة البلعومية العلوية، أو الجزء الخلفي من اللفافة البلعومية القاعدية.

## الوظيفة
للعضلة المضيِّقة البلعومية السفلية دور هام في تحريك الجزء السفلي من البلعوم.

### البلع
بمجرد تلقي بلعة من الطعام في البلعوم، تسترخي العضلات الرافعة وينخفض البلعوم. تنقبض العضلة المضيِّقة البلعومية السفلية بالإضافة إلى العضلات المضيقة الأخرى، على البلعة وتنقلها إلى أسفل إلى المريء. في أثناء البلع، تنقبض وتسبب حدوث الحركة الدودية في البلعوم.

### عمليه التنفس
تُستخدم العضلة المضيِّقة البلعومية السفلية جزئيًا في أثناء التنفس والكلام. تساعد على إبقاء البلعوم مفتوحًا، وخاصةً في أثناء النوم.

## الأهمية السريرية

### رتج زنكر
يعتبر كل من التقبض غير المنسق للعضلات والتشنج الحلقي البلعومي وضعف استرخاء العضلة المضيِّقة البلعومية السفلية، من العوامل الرئيسية في تطور رتج زنكر. ينشأ رتج زنكر بين البطنين العضليين (الجزء الدرقي البلعومي والجزء الحلقي البلعومي) في فجوة صغيرة تسمى تفزّر كيليان. قد يتشكل الرتج نتيجة انحضار بالون من الغشاء المخاطي خارج حدود البلعوم. قد يوجد طعام أو مواد أخرى في هذه المنطقة، ما قد يؤدي إلى الإصابة بالعدوى. قد يسبب عدم التناسق الحركي للجزء الحلقي البلعومي صعوبة في البلع.
في الحالات القصوى، قد ترتبط الحالة بخلل وظيفي راجع في العضلة الحلقية البلعومية، ما يسبب عدم القدرة على التجشؤ؛ ويُعزى ذلك جزئيًا إلى عدم قدرة العضلات على الاسترخاء. يمكن استتخدام البوتوكس (ذيفان السجقية) أو بضع العضلة الحلقية البلعومية لعلاج هذه الحالة.

### الضرر الإشعاعي
قد تتضرر العضلة المضيِّقة البلعومية السفلية بسبب العلاج الإشعاعي المعدل الكثافة. قد يؤدي ذلك إلى عسر البلع، ما يسبب الحاجة المستمرة لاستخدام أنبوب التغذية بدلًا من البلع بشكل طبيعي.